# Cavo
Pour les articles homonymes, voir Cavo (homonymie).
Le Cavo est un petit fleuve côtier français qui coule vers l'Est dans le département de la Corse-du-Sud en région Corse et se jette à l'Est dans la mer Tyrrhénienne, donc dans la mer Méditerranée.

## Géographie
La longueur de son cours est de 21,9 km.
Dans sa partie haute, pour l'Institut national de l'information géographique et forestière, le Cavo s'appelle le ruisseau de Sainte-Lucie, puis le ruisseau de Finicione.
Il prend sa source à 1 km au Nord-Est du Puntacci (1 221 m), à 950 m d'altitude, dans la forêt territoriale de l'Ospedale, sur la commune de Zonza.
Il coule globalement de l'Ouest vers l'Est. L'embouchure sur la mer Tyrrhénienne se situe sur la commune de Zonza, entre la plage de Ovu Santu et le hameau et lieu-dit Olmucciu.
Les fleuves côtiers voisins sont au Nord la Solenzara et au Sud l'Oso.

### Communes et cantons traversés
Situé entièrement dans le département de la Corse-du-Sud, le Cavo traverse les deux communes,dans deux anciens cantons, dans le sens amont vers aval, de Zonza et jouxte Conca.
Soit en termes de cantons, le Cavo prend sa source et conflue sur l'ancien canton de Levie, et jouxte l'ancien canton de Porto-Vecchio, maintenant dans le seul canton de Bavella, dans l'arrondissement de Sartène.

### Bassin versant
Le bassin hydrologique « Côtiers de la rivière de Conca - au Cavu inclus » fait 92 km2,.

### Organisme gestionnaire
L'organisme gestionnaire est le Comité de bassin de Corse, depuis la loi corse du 22 janvier 2002.

## Affluents
Le Cavo a dix ruisseaux affluents contributeurs référencés :
- le ruisseau de Valdu (rg[note 2]), 2,1 km, entièrement sur la commune de Zonza.
- -----   le ruisseau de Cervu (rd), 1,6 km, entièrement sur Zonza.
- le ruisseau de Mela puis s'appelant ruisseau de Carciara (rg) 6,9 km, venant des aiguilles de Bavella, sur Zonza et Conca et cinq affluents :
  - le ruisseau de Velaco (rd) 1,4 km sur la seule commune de Conca.
  - le ruisseau de Frassiccia (rd) 2,6 km sur la seule commune de Conca.
  - le ruisseau de Cervi (rg) 1,3 km sur la seule commune de Conca.
  - le ruisseau de Peralzone (rg) 2,2 km sur la seule commune de Conca, avec un affluent :
    - le ruisseau de Monte Sordu (rg) 1,4 km sur la seule commune de Conca et prenant près du chemin de grande randonnée le GR 20.

  - le ruisseau de Peru (rg) 1,7 km sur la seule commune de Conca.

- le ruisseau de Niffru (rg), 3,3 km, sur Zonza et Conca.
- le ruisseau de Radichella (rg), 1,8 km, sur Zonza et Conca.
- le ruisseau de Piscia Cava (rg), 2,6 km, sur Zonza et Conca.
- -----   le ruisseau de Ranella (rd), 1,9 km, entièrement sur Zonza.
- -----   le ruisseau de Prune (rd) 1,8 km, et un affluent, entièrement sur Zonza avec un affluent :
  - le ruisseau de Scarpi (rg) 1,6 km sur la seule commune de Zonza.
- -----   le ruisseau de Casavecchia (rd), 4,8 km, sur Lecci et Zonza qui conflue au niveau du hameau de Sainte-Lucie de Porto-Vecchio.
- le ruisseau de Pianiccia (rg), 4,3 km, entièrement sur Zonza.

### Rang de Strahler
Le rang de Strahler est donc de quatre par le ruisseau de Mela, le ruisseau de Peralzone et le ruisseau de Monte Sordu. 

## Hydrologie

### Le Cavo à Zonza (Tagliu Rossu)
Selon la station de Tagliu Rossu, à Zonza, le bassin versant fait 48,9 km2 et le module est de 1,18 m3/s. 

### Crues
Le QIX 10 est de 100 m3/s et le QIX 20 est de 120 m3/s.
Les maximums enregistrés à la station pendant les vingt-deux ans de 1968 à 1989 ont été de 200 m3/s pour le débit instantané maximal le 1er novembre 1982 et de 67,4 m3/s de débit journalier maximal le 6 février 1976. 
La hauteur maximale instantanée a été le 4 mars 1969 de 483 cm ou 4,83 m.

#### Crues historiques
Le 1er novembre 1993, des pluies intenses sur la région provoquèrent la brusque montée des eaux du Cavo, qui vit son débit multiplié par dix en l’espace d’une demi-heure, dévalant la pente de son cours sur une largeur de 100 mètres, entraînant rochers, arbres, poteaux téléphoniques et inondant toutes les habitations situées sur les berges, de Taglio Rosso à Sainte-Lucie de Porto-Vecchio qui se trouva isolée du reste de l’île.
Cette inondation causée par un cumul de pluies exceptionnel sur tout le massif de l'Incudine / Bavella s'est produite en même temps sur tous les torrents de la région. Des coulées de boue se produisirent dans presque tout l'arrondissement de Sartène, tant du côté de Propriano que du côté de Porto-Vecchio et, au Nord du Cavo, la crue de la Solenzara, qui a son embouchure dans la commune du même nom, créa également d'importants dégâts.

### Lame d'eau et débit spécifique
La lame d'eau écoulée dans cette partie du bassin versant de la rivière est de 766 millimètres annuellement, ce qui est plus du double de la moyenne en France, à 300 mm/an. Le débit spécifique (Qsp) atteint 24,2 litres par seconde et par kilomètre carré de bassin.

## Aménagements et écologie

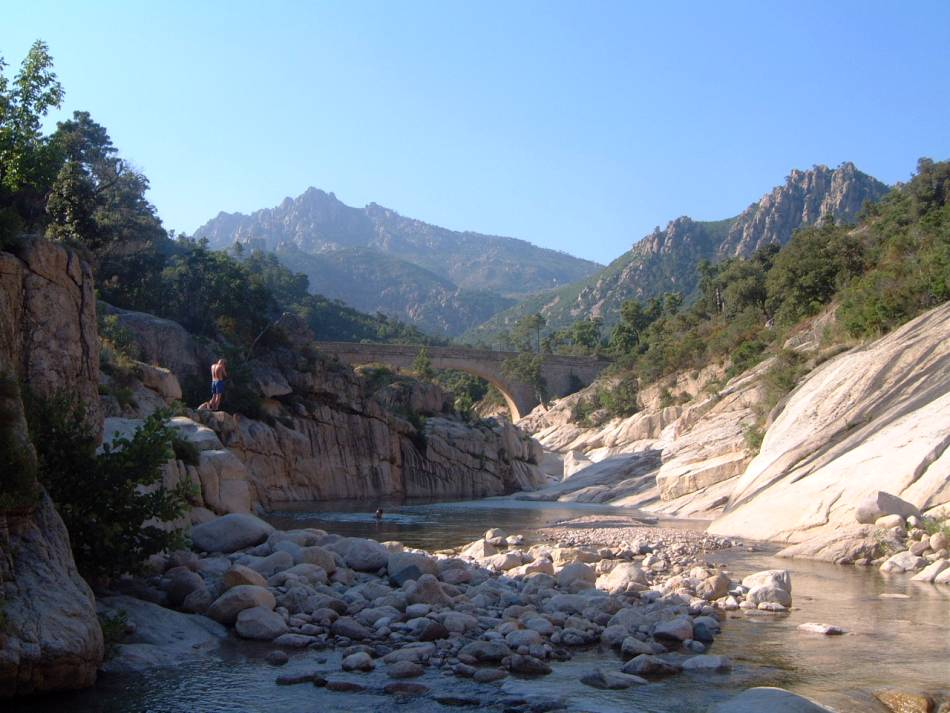
Le torrent Le Cavo

Le Cavo passe au milieu de la forêt territoriale de l'Ospedale et juste au Sud du hameau de Conca et du massif d'Albarellu, dans le parc naturel régional de Corse.

### Danger sanitaire
Le Haut Conseil de la Santé Publique a signalé le 16 juin 2014 que le parasite Schistosoma haematobium avait été repéré dans la rivière Cavo, et que plusieurs cas frappant 118 personnes de bilharziose urogénitale avaient été diagnostiqués. Par conséquent, la baignade au sein de cette rivière a été provisoirement interdite, et les personnes qui ont été exposées à l'eau de cette rivière entre 2011 et 2013 ont été invitées à se faire dépister. Durant l'été 2015, la baignade a été à nouveau autorisée après prélèvements et contrôles effectués par les autorités sanitaires. En 2016, 2 nouveaux cas ont été recensés sur des personnes s'étant baignées le même jour de 2015, au même endroit. En 2017, l'hôte a été identifié : un bulin endémique des rivières Corses et la souche de bilharziose est originaire du nord du Sénégal. 
Diagnostiqué en 2020, un touriste allemand a été probablement contaminé en 2019 lors d'une baignade dans un cours d'eau voisin la Solenzara.